# Verwaltungsgemeinschaft Rain (Schwaben)
Die Verwaltungsgemeinschaft Rain liegt im schwäbischen Landkreis Donau-Ries und wird von folgenden Gemeinden gebildet:
1. Genderkingen, 1198 Einwohner, 11,67 km²
2. Holzheim, 1134 Einwohner, 20,29 km²
3. Münster, 1201 Einwohner, 17,72 km²
4. Niederschönenfeld, 1392 Einwohner, 14,34 km²

Sitz der Verwaltungsgemeinschaft ist Rain, das der Verwaltungsgemeinschaft nicht angehört.
Die Verwaltungsgemeinschaft wurde am 1. Mai 1978 gegründet und hatte seither ihre Geschäftsstelle im Rathaus der Stadt Rain. Durch den enormen Einwohnerzuwachs wurde in der Münchner Straße 42 im April 2019 eine zweite Geschäftsstelle eingerichtet, in der die Arbeiten für die Gemeinden Genderkingen, Holzheim, Münster und Niederschönenfeld erledigt werden.
Zum 1. Juli 2014 wurden die Gemeinden Holzheim und Münster um Teile des aufgelösten gemeindefreien Gebiets Brand vergrößert.
Am 1. Juli 2021 ist die Stadt Rain nach einvernehmlichen Beschlüssen aller fünf Gemeinden und Zustimmung des Bayerischen Landtages durch das Gesetz zur Änderung des Bayerischen Kommunalgliederungsgesetzes (einstimmig am 16. Juni 2021) aus der Verwaltungsgemeinschaft ausgeschieden. Die Stadt ist jetzt Einheitsgemeinde mit Verwaltungssitz im Rathaus, Hauptstraße 60. Die Verwaltungsgemeinschaft Rain mit den weiteren vier Gemeinden hat ihre Geschäftsstelle in Rain, Münchner Straße 42.